# Kraka (tænketank)
 For alternative betydninger, se Kraka. (Se også artikler, som begynder med Kraka)
Kraka er en privat samfundsøkonomisk tænketank, der er organiseret som en ikke-erhvervsdrivende fond. Virksomheden blev oprettet i 2011 med det erklærede formål at fremtidssikre velfærdssamfundet i Danmark. I 2018 angiver Kraka som sin officielle mission "at tilvejebringe og formidle viden, der kan medvirke til at balancere hensyn og politiske beslutninger på tre områder: Individet, erhvervene og den offentlige sektor."

## Ledelse og arbejdsform
Virksomheden ledes af den tidligere embedsmand i Finansministeriet, politiske kommentator og partner i Accenture Peter Mogensen og består derudover af ca. 20 medarbejdere, heraf knap halvdelen fuldtidsansatte. De første tre år var den hidtidige afdelingschef i Finansministeriet Jakob Hald meddirektør i Kraka, indtil han i 2014 forlod stedet til fordel for en stilling som afdelingschef i Skatteministeriet.
Tænketankens arbejde består i at udarbejde tværpolitiske samfundsøkonomiske analyser og komme med anbefalinger på centrale samfundsmæssige områder.
I 2020 oprettede tænketanken dattervirksomheden Kraka Advisory, der er en samfundsøkonomisk konsulentvirksomhed, der løser opgaver og udarbejder rapporter for virksomheder. Blandt andet udarbejder Kraka Advisory i 2021-23 en række rapporter om finanssektoren, finansieret af Danske Bank. Kraka Advisory har et overordnet samarbejde med konsulentvirksomheden Deloitte.

## Finansiering
Kraka er 100 % finansieret af private sponsorer. Efter en lidt svær start modtager institutionen i dag økonomisk støtte fra en række private virksomheder og organisationer, herunder Realdania, Landbrug & Fødevarer, Mærsk, Falck, Deloitte, Dansk Byggeri, Dansk Industri og Grundejernes Investeringsfond. Også virksomhederne Coloplast og Danish Crown har givet økonomiske bidrag til Kraka. Overskuddet fra datterselskabet Kraka Advisory er desuden med til at medfinansiere tænketankens aktiviteter.
Ifølge kommunikationsrådgiveren Peter Mose er støtten til Kraka fra virksomheder som Mærsk et udtryk for, at store danske virksomheder ser en fordel i at kunne anvende en institution som Kraka for at få lavet samfundsanalyser, der kan skubbe tøvende politikere i den ønskede retning, som alternativ til virksomhedernes egne erhvervsorganisationer, der ikke fremstår med den samme troværdighed i offentligheden. Set fra erhvervslivets synspunkt fungerer private tænketanke som Kraka dermed i stigende grad som et vigtigt instrument i kampen for at påvirke den økonomiske og politiske dagsorden.
Ifølge Krakas direktør Peter Mogensen er Kraka ikke holdningsløs, men ikke i lommen på nogen, når den udarbejder og formidler sine analyser.

## Kritik
En række nøglepersoner i Kraka har haft en fortid i De Økonomiske Råd eller i Finansministeriet. Det har ifølge forsker ved CBS Christoph Ellersgaard givet Kraka en position som en "systembevarende tænketank": "Mange af folkene omkring Kraka har været med til at udvikle regnemodellerne og udstikke linjerne for de seneste årtiers dominerende, økonomiske politik. Nu laver de så i høj grad analyser, der legitimerer den politik. Man kan i hvert fald sige, at deres arbejde i høj grad bekræfter Moderniseringsstyrelsens syn på verden."